# Roland Garros 2024
De 123e editie van het Franse grandslamtoernooi Roland Garros 2024 werd gehouden van zondag 26 mei tot en met zondag 9 juni 2024. Voor de vrouwen was het de 117e editie. Het toernooi werd gespeeld in het Roland-Garrosstadion in het 16e arrondissement van Parijs.
Op grond van een beslissing van de gezamenlijke internationale tennisbonden speelden deelnemers uit Rusland en Wit-Rusland zonder hun nationale kenmerken.

## Toernooisamenvatting
- Bij het mannenenkelspel was de Serviër Novak Đoković titelverdediger – hij bereikte de kwartfinale. De titel ging naar de Spanjaard Carlos Alcaraz.
- Iga Świątek uit Polen verdedigde met succes haar titel bij het vrouwenenkelspel.
- De Kroaat Ivan Dodig en de Amerikaan Austin Krajicek wonnen de mannendubbelspeltitel in 2023. Het koppel Marcelo Arévalo (El Salvador) en Mate Pavić (Kroatië) won dit jaar het toernooi.
- Hsieh Su-wei (Taiwan) en Wang Xinyu (China) waren de titelverdedigsters in het vrouwendubbelspel. Cori Gauff (VS) en Kateřina Siniaková (Tsjechië) wonnen hun eerste gezamenlijke titel.
- Het gemengd dubbelspel werd in 2023 gewonnen door de Japanse Miyu Kato en Tim Pütz uit Duitsland. Laura Siegemund (Duitsland) en Édouard Roger-Vasselin (Frankrijk) eisten de titel op bij dit toernooi-onderdeel.
- In het rolstoeltoernooi won de Nederlandse Diede de Groot haar 22e grandslam-enkelspeltitel bij de vrouwen. Enkele uren later wonnen De Groot en landgenote Aniek van Koot hun veertiende gezamenlijke grandslamtitel in het vrouwendubbelspel. De Nederlanders Sam Schröder en Niels Vink wonnen de dubbelspeltitel in de categorie quad.[3]

### Toernooikalender
- De originele toernooikalender – deze is niet precies gevolgd, vanwege de vele regen tijdens het toernooi.
- Bron: [4]

| Roland Garros      | mei 2024 | mei 2024 | mei 2024 | mei 2024 | mei 2024 | mei 2024 | juni 2024 | juni 2024 | juni 2024   | juni 2024   | juni 2024    | juni 2024    | juni 2024    | juni 2024 | juni 2024 |
| Roland Garros      | zon 26   | maa 27   | din 28   | woe 29   | don 30   | vrĳ 31   | zat 1     | zon 2     | maa 3       | din 4       | woe 5        | don 6        | vrĳ 7        | zat 8     | zon 9     |
| ------------------ | -------- | -------- | -------- | -------- | -------- | -------- | --------- | --------- | ----------- | ----------- | ------------ | ------------ | ------------ | --------- | --------- |
| mannenenkelspel    | 1e ronde | 1e ronde | 1e ronde | 2e ronde | 2e ronde | 3e ronde | 3e ronde  | 4e ronde  | 4e ronde    | kwartfinale | kwartfinale  |              | halve finale |           | finale    |
| vrouwenenkelspel   | 1e ronde | 1e ronde | 1e ronde | 2e ronde | 2e ronde | 3e ronde | 3e ronde  | 4e ronde  | 4e ronde    | kwartfinale | kwartfinale  | halve finale |              | finale    |           |
| mannendubbelspel   |          |          | 1e ronde | 1e ronde | 2e ronde | 2e ronde | 3e ronde  | 3e ronde  | kwartfinale | kwartfinale |              | halve finale |              | finale    |           |
| vrouwendubbelspel  |          |          |          | 1e ronde | 1e ronde | 2e ronde | 2e ronde  | 3e ronde  | 3e ronde    | kwartfinale | kwartfinale  |              | halve finale |           | finale    |
| gemengd dubbelspel |          |          |          | 1e ronde | 1e ronde | 1e ronde | 2e ronde  | 2e ronde  | kwartfinale | kwartfinale | halve finale | finale       |              |           |           |

## Enkelspel
|                        |  |                      |
| Winnaar Carlos Alcaraz |  | Winnares Iga Świątek |

### Mannen
Titelverdediger Novak Đoković uit Servië bereikte de kwartfinale, waar hij verstek liet gaan wegens een knieblessure. De Spanjaard Carlos Alcaraz won zijn derde grandslamtitel, de eerste op Roland Garros.

### Vrouwen
Titelverdedigster Iga Świątek uit Polen verlengde haar titel, en won daarmee haar vijfde grandslamtitel, waarvan vier op Roland Garros.

## Dubbelspel

### Mannen
Ivan Dodig (Kroatië) en Austin Krajicek (VS) waren de titelverdedigers – zij werden in de tweede ronde uitgeschakeld. Het koppel Marcelo Arévalo (El Salvador) en Mate Pavić (Kroatië) won het toernooi. Door de winst heeft Pavić nu alle vier grandslamtoernooien en olympisch goud op zijn erelijst staan.

### Vrouwen
Hsieh Su-wei (Taiwan) en Wang Xinyu (China) waren de titelverdedigsters, maar namen gescheiden deel. Het voor het eerst samenspelende duo Cori Gauff (VS) en Kateřina Siniaková (Tsjechië) won hun eerste gezamenlijke titel. Siniaková had zeven eerdere grandslamtitels (met landgenote Barbora Krejčíková); voor Gauff was dit haar eerste.

### Gemengd
In 2023 gingen de Japanse Miyu Kato en Tim Pütz uit Duitsland met de titel naar huis. In 2024 werd dit toernooi-onderdeel gewonnen door Laura Siegemund (Duitsland) en Édouard Roger-Vasselin (Frankrijk) – Siegemund had één eerdere titel in het gemengd dubbelspel; voor Roger-Vasselin was dit zijn eerste.

## Kwalificatietoernooi (enkelspel)
Algemene regels – Aan het hoofdtoernooi (enkelspel) doen bij de mannen en vrouwen elk 128 tennissers mee. De 104 beste mannen en 104 beste vrouwen van de wereldranglijst die zich inschrijven worden rechtstreeks toegelaten. Acht mannen en acht vrouwen krijgen van de organisatie een wildcard (zes toegekend door Roland Garros zelf, één door Tennis Australia en één door de United States Tennis Association). Voor de overige ingeschrevenen resteren dan in het hoofdtoernooi nog zestien plaatsen bij de mannen en zestien plaatsen bij de vrouwen – deze plaatsen worden via het kwalificatietoernooi ingevuld. Aan dit kwalificatietoernooi doen nog eens 128 mannen en 128 vrouwen mee.
De kwalificatiewedstrijden vonden plaats van maandag 20 tot en met vrijdag 24 mei 2024.
De volgende deelnemers aan het kwalificatietoernooi wisten zich een plaats te veroveren in de hoofdtabel:

### Mannenenkelspel
- Grégoire Barrère
- Mattia Bellucci
- Zizou Bergs
- Román Andrés Burruchaga
- Gabriel Diallo
- Gustavo Heide
- Jesper de Jong
- Michail Koekoesjkin
- Hamad Medjedovic
- Felipe Meligeni Alves
- Filip Misolic
- Shintaro Mochizuki
- Thiago Monteiro
- Henri Squire
- Valentin Vacherot
- Giulio Zeppieri

Lucky losers
- Jozef Kovalík
- Otto Virtanen
- Jeffrey John Wolf

### Vrouwenenkelspel
- Joelija Avdejeva
- Irene Burillo
- Lucija Ćirić Bagarić
- Olga Danilović
- Sara Errani
- Léolia Jeanjean
- Eva Lys
- Jule Niemeier
- Laura Pigossi
- Julia Riera
- Zeynep Sönmez
- Rebecca Šramková
- Joelija Starodoebtseva
- Moyuka Uchijima
- Katie Volynets
- Tamara Zidanšek

Lucky losers
- Hailey Baptiste
- Jana Fett
- Dalma Gálfi
- Panna Udvardy

## Junioren
Meisjesenkelspel

Finale: Tereza Valentová (Tsjechië) won van Laura Samson (Tsjechië) met 6-3, 7-6
Meisjesdubbelspel

Finale: Renáta Jamrichová (Slowakije) en Tereza Valentová (Tsjechië) wonnen van Tyra Caterina Grant (VS) en Iva Jovic (VS) met 6-4, 6-4
Jongensenkelspel

Finale: Kaylan Bigun (VS) won van Tomasz Berkieta (Polen) met 4-6, 6-3, 6-3
Jongensdubbelspel

Finale: Nicolai Budkov Kjær (Noorwegen) en Joel Schwärzler (Oostenrijk) wonnen van Federico Cinà (Italië) en Rei Sakamoto (Japan) met 6-4, 7-6

## Rolstoeltennis
Rolstoelvrouwenenkelspel

Finale: Diede de Groot (Nederland) won van Zhu Zhenzhen (China) met 4-6, 6-2, 6-3
Rolstoelvrouwendubbelspel

Finale: Diede de Groot (Nederland) en Aniek van Koot (Nederland) wonnen van Yui Kamiji (Japan) en Kgothatso Montjane (Zuid-Afrika) met 6-7, 7-6, [10-4]
Rolstoelmannenenkelspel

Finale: Tokito Oda (Japan) won van Gustavo Fernández (Argentinië) met 7-5, 6-3
Rolstoelmannendubbelspel

Finale: Alfie Hewett (VK) en Gordon Reid (VK) wonnen van Takuya Miki (Japan) en Tokito Oda (Japan) met 6-1, 6-4
Quad-enkelspel

Finale: Guy Sasson (Israël) won van Sam Schröder (Nederland) met 6-2, 3-6, 7-6
Quad-dubbelspel

Finale: Sam Schröder (Nederland) en Niels Vink (Nederland) wonnen van Andy Lapthorne (VK) en Guy Sasson (Israël) met 7-6, 6-1